# 定常波

振動していない赤い点が節。節と節の中間に位置する振幅が最大の場所が腹。波形が進行しない様子がわかる。

定常波（ていじょうは、standing waveまたはstationary wave）とは、波長・周期(振動数または周波数)・振幅・速さ(速度の絶対値)が同じで進行方向が互いに逆向きの2つの波が重なり合うことによってできる、波形が進行せずその場に止まって振動しているようにみえる波動のことである。定在波(ていざいは)ともいう。

## 特徴
1. 各点は同じ位相・周期で振動する。そのため全ての点の変位が0になる時刻および全ての点の変位が最大になる時刻が存在する。
2. 媒質中の各点はそれぞれの位置に応じた振幅で振動する。
3. 全く振動せず振幅が0になる点および振幅が最大になり変位が最も揺れ動く点が現れる。前者を節(node)、後者を腹(anti-node)という。重なり合う2つの波の波長をλとすると、節および腹はそれぞれλ/2ごとに現れる。
4. 腹における振幅は元の波の2倍になる。
5. 各点の振動の周期は元の波と同じである。

## 正弦定常波
波長・周期・振幅・速さが等しく互いに逆向きの2つの正弦波を考える。
- {\displaystyle y_{1}(x,t)=A\sin \left\{\omega \left(t-{\frac {x}{v}}\right)+\delta _{1}\right\}=A\sin \left\{2\pi \left({\frac {t}{T}}-{\frac {x}{\lambda }}\right)+\delta _{1}\right\}=A\sin(\omega t-kx+\delta _{1})}
- {\displaystyle y_{2}(x,t)=A\sin \left\{\omega \left(t+{\frac {x}{v}}\right)+\delta _{2}\right\}=A\sin \left\{2\pi \left({\frac {t}{T}}+{\frac {x}{\lambda }}\right)+\delta _{2}\right\}=A\sin(\omega t+kx+\delta _{2})}

ただしAは振幅、ωは角周波数、vは伝播速度、δ1,δ2はそれぞれの初期位相でTは周期、λは波長、kは波数でx,tは媒質上の位置および時刻である。
この節では、これら2つの正弦波によってつくられる正弦定常波
{\displaystyle y(x,t)=y_{1}+y_{2}}
について述べる。

### 特徴
1. 各点は同じ位相・周期で単振動する。そのため全ての点の変位が0になる時刻tminおよび全ての点の変位が最大になる時刻tmaxが存在する。
2. 媒質中の各点はそれぞれの位置に応じた振幅Axで振動する。
3. 節xminと腹xmaxはそれぞれ一定の間隔Δx=λ/2ごとに現れる。
4. 隣り合う節と腹の間隔も一定値となりその値はΔx'=λ/4となる。
5. 腹における振幅Amaxは2Aとなる。
6. 各点の単振動の周期τはTとなる。

tmin、tmax、xmin、xmax、Δx、Δx'、Ax、Amax、τはそれぞれ以下の式で表される。
{\displaystyle t_{\mathrm {min} }={\frac {nT}{2}}-{\frac {\delta _{1}+\delta _{2}}{2\omega }}}
{\displaystyle t_{\mathrm {max} }=\left(n+{\frac {1}{2}}\right){\frac {T}{2}}-{\frac {\delta _{1}+\delta _{2}}{2\omega }}}
{\displaystyle x_{\mathrm {min} }=\left(n+{\frac {1}{2}}\right){\frac {\lambda }{2}}+{\frac {\delta _{1}-\delta _{2}}{2k}}}
{\displaystyle x_{\mathrm {max} }={\frac {n\lambda }{2}}+{\frac {\delta _{1}-\delta _{2}}{2k}}}
{\displaystyle {\mathit {\Delta }}x={\frac {\lambda }{2}}}
{\displaystyle {\mathit {\Delta }}x'={\frac {\lambda }{4}}}
{\displaystyle A_{\mathrm {max} }=2A}
{\displaystyle \tau =T}
正弦定常波の様子は下図のようになる。ただし青線が定常波、赤線と緑線は合成前の2つの進行波である。

### 導出
上記の特徴は以下のように証明できる。
三角関数の和積公式を用いると
{\displaystyle {\begin{aligned}y&=A\sin(\omega t-kx+\delta _{1})+A\sin(\omega t+kx+\delta _{2})\\&=2A\sin \left(\omega t+{\dfrac {\delta _{1}+\delta _{2}}{2}}\right)\cos \left(kx-{\dfrac {\delta _{1}-\delta _{2}}{2}}\right)\end{aligned}}}
上式でxを固定してyを位置xにおける変位y(t)としてみてみよう。このとき
{\displaystyle A_{x}=2A\cos \left(kx-{\frac {\delta _{1}-\delta _{2}}{2}}\right)}
とすると、y(t)は振幅Axで単振動をしていることがわかる。(次式)
{\displaystyle y=A_{x}\sin \left(\omega t+{\dfrac {\delta _{1}+\delta _{2}}{2}}\right)}
この単振動の位相はxによらないので各点の単振動は同位相であることがわかる。また、この単振動の角周波数はω=2π/Tなので、この単振動の周期τは
{\displaystyle \tau ={\frac {2\pi }{\omega }}=T}
次にtを固定してyを時刻tにおける波形y(x)としてみてみよう。
{\displaystyle A_{t}=2A\sin \left(\omega t+{\dfrac {\delta _{1}+\delta _{2}}{2}}\right)}
とすると、y(x)は
{\displaystyle \psi (x)=\cos \left(kx-{\frac {\delta _{1}-\delta _{2}}{2}}\right)}
で表される波形をy軸方向にAt倍したもの
{\displaystyle A_{t}\cos \left(kx-{\frac {\delta _{1}-\delta _{2}}{2}}\right)}
であることがわかる。したがって波形はx軸方向に進行しないことがわかる。そのため節や腹が現れる。
節における振幅AmaxはAxの最大値であるので
{\displaystyle A_{\mathrm {max} }={\mbox{max}}\left\{A_{x}\right\}={\mbox{max}}\left\{2A\cos \left(kx-{\frac {\delta _{1}-\delta _{2}}{2}}\right)\right\}=2A}
また、tmin、tmax、xmin、xmaxはそれぞれ以下の方程式を満たす。
{\displaystyle A_{t_{\mathrm {min} }}=2A\sin \left(\omega t_{\mathrm {min} }+{\dfrac {\delta _{1}+\delta _{2}}{2}}\right)=0\quad \Longleftrightarrow \quad \omega t_{\mathrm {min} }+{\dfrac {\delta _{1}+\delta _{2}}{2}}=n\pi }
{\displaystyle A_{t_{\mathrm {max} }}=2A\sin \left(\omega t_{\mathrm {max} }+{\dfrac {\delta _{1}+\delta _{2}}{2}}\right)=2A\quad \Longleftrightarrow \quad \omega t_{\mathrm {max} }+{\dfrac {\delta _{1}+\delta _{2}}{2}}={\frac {2n+1}{2}}\pi }
{\displaystyle A_{x_{\mathrm {min} }}=2A\cos \left(kx_{\mathrm {min} }-{\frac {\delta _{1}-\delta _{2}}{2}}\right)=0\quad \Longleftrightarrow \quad kx_{\mathrm {min} }-{\frac {\delta _{1}-\delta _{2}}{2}}={\frac {2n+1}{2}}\pi }
{\displaystyle A_{x_{\mathrm {max} }}=2A\cos \left(kx_{\mathrm {max} }-{\frac {\delta _{1}-\delta _{2}}{2}}\right)=2A\quad \Longleftrightarrow \quad kx_{\mathrm {max} }-{\frac {\delta _{1}-\delta _{2}}{2}}=n\pi }
ただしnは任意の整数である。
これらを解くと
{\displaystyle t_{\mathrm {min} }={\frac {n\pi }{\omega }}-{\frac {\delta _{1}+\delta _{2}}{2\omega }}={\frac {nT}{2}}-{\frac {\delta _{1}+\delta _{2}}{2\omega }}}
{\displaystyle t_{\mathrm {max} }={\frac {2n+1}{2}}{\frac {\pi }{\omega }}-{\frac {\delta _{1}+\delta _{2}}{2\omega }}=\left(n+{\frac {1}{2}}\right){\frac {T}{2}}-{\frac {\delta _{1}+\delta _{2}}{2\omega }}}
{\displaystyle x_{\mathrm {min} }={\frac {2n+1}{2}}{\frac {\pi }{k}}+{\frac {\delta _{1}-\delta _{2}}{2k}}=\left(n+{\frac {1}{2}}\right){\frac {\lambda }{2}}+{\frac {\delta _{1}-\delta _{2}}{2k}}}
{\displaystyle x_{\mathrm {max} }={\frac {n\pi }{k}}+{\frac {\delta _{1}-\delta _{2}}{2k}}={\frac {n\lambda }{2}}+{\frac {\delta _{1}-\delta _{2}}{2k}}}
したがって節と節(腹と腹)の間隔Δxは
{\displaystyle {\mathit {\Delta }}x={\frac {\lambda }{2}}}
また、隣り合う節と腹の間隔Δx'は
{\displaystyle {\mathit {\Delta }}x'=\left|x_{\mathrm {max} }-x_{\mathrm {min} }\right|=\left|\left\{{\frac {n\lambda }{2}}+{\frac {\delta _{1}-\delta _{2}}{2k}}\right\}-\left\{\left(n+{\frac {1}{2}}\right){\frac {\lambda }{2}}+{\frac {\delta _{1}-\delta _{2}}{2k}}\right\}\right|={\frac {\lambda }{4}}}

## 定常波の発生
定常波の原因となる互いに異なる方向に進行する2つの波は、同一の波源から発生していることが多い。なぜなら、同じ振幅で同じ振動数の波源が自然に存在することは稀であるし、あるとしてもその波源から発生する波動が1次元波や平面波でないかぎり、2つの波源からの距離が異なる位置では減衰によって振幅が異なってしまい、定常波が発生しないからである。1つの波源から定常波を発生させる2つの波動が発生する状況には以下のようなものがある。

### 反射波による定常波
波の進行方向に対して垂直な面で波が反射すると、もとの波(入射波)と進行方向が逆向きの反射波が発生する。この入射波と反射波が合成することにより定常波が発生する。進行方向に対して垂直な面とはすなわち波面のことである。したがって波面が形成される面に反射壁をつくることによって定常波を発生させることができる。
反射を利用すれば1次元波や平面波以外の波でも定常波を生成することができる。たとえば3次元の球面波ならば波源を中心とした球面壁により、同じく3次元の円筒波ならば波源を中心とした円筒面により、2次元の円形波ならば波源を中心とした円形の囲いで定常波をつくることができる。

### 閉曲線上での定常波

閉曲線上での定常波の例。閉曲線の長さLが波長λの自然数倍となっている。

弦のような線上で波を発生させると、波源から互いに逆向きの2つの波が発生する。これを閉曲線上で行うとこれら2つの波はその閉曲線を半周した後にぶつかり合い、定常波ができる条件を整える。このとき、閉曲線の長さLが波長λの自然数倍となっていると、位相が各位置で一致するので安定した定常波を得ることができる。すなわち
{\displaystyle \lambda _{n}={\frac {L}{n}}}
を満たすような波長λnをもつ波の場合のみ定常波ができる。
振動数をν、速さをcとすると
{\displaystyle c=\nu \lambda }
となる。したがって
{\displaystyle \nu _{n}={\frac {c}{\lambda _{n}}}={\frac {nc}{L}}}
を満たす振動数νnを閉曲線上に与えると定常波ができる。このνnを固有振動という。
Lがλの整数倍になっていなければ、位相がずれてしまうので互いに打ち消しあって、定常波は生成されない。

## 定常波による現象

### 共振・共鳴
1次元波または平面波において、進行方向に対して垂直な2つの壁面(端)をつくることにより共振または共鳴とよばれる現象がおきる。この2つの端に挟まれた部分では、一方の端で反射された波が再びもう一方の端で反射される。この繰り返しにより振幅が非常に増幅された定常波ができる。このとき、ある特定の波長をもつ波動の場合のみ安定した定常波を得ることができる。そのため、特定の振動数でのみ振幅の大きな波をつくることができる。この振動数を固有振動数という。固有振動数のうち最も小さな振動数の振動を基本振動といい、特に音波の場合、基音という。この原理は楽器などに利用されている。
共振・共鳴においては、端が節もしくは腹となる。より具体的には、固定端の場合は節、自由端の場合は腹となる。
したがって、固有振動数νnは端に挟まれた部分の長さLとある一定の関係式を満たすが、どのような関係式を満たすかは両端の種類(固定端か自由端か)に左右される。

#### 両側固定端・両側自由端の場合

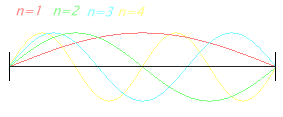
両側固定端の場合の波長

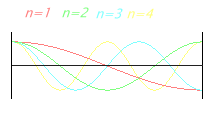
両側自由端の場合の波長

両側とも固定端もしくは自由端の場合、両端とも節となるので定常波を起こす波長λnは以下の関係式を満たす。
{\displaystyle {\frac {n\lambda _{n}}{2}}=L}
したがって
{\displaystyle \lambda _{n}={\frac {2L}{n}}}

{\displaystyle \nu _{n}={\frac {c}{\lambda _{n}}}={\frac {nc}{2L}}}

#### 片側固定端・自由端の場合

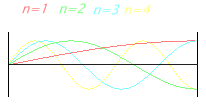
片側固定端・片側自由端の場合の波長

一方の端が固定端、もう一方の端が自由端の場合、両端が節と腹となるのでλnは以下の関係式を満たす。
{\displaystyle {\frac {2n-1}{4}}\lambda _{n}=L}
したがって
{\displaystyle \lambda _{n}={\frac {4L}{2n-1}}}

{\displaystyle \nu _{n}={\frac {c}{\lambda _{n}}}={\frac {(2n-1)c}{4L}}}
基本振動はn=1の場合である。

### 量子条件
ボーアの原子模型において、原子核を周回する電子は原子軌道上に定常波として安定して存在していると考えられている。
ボーアの量子条件は以下の式
{\displaystyle m_{e}v_{n}r_{n}={\frac {nh}{2\pi }}}
(ただしme、vn、rn、hはそれぞれ電子の質量、電子の速さ、軌道半径、プランク定数)
で表されているが、これにド・ブロイ波の式
{\displaystyle \lambda ={\frac {h}{mv}}}
を応用すると次式が得られる。
{\displaystyle n\lambda _{e}=2\pi r_{n}}
この式においてλeは電子の物質波としての波長である。これは前節で述べた閉曲線上での定常波の式を満たしており、すなわち電子は定常波として原子軌道上に安定して存在できることを意味している。